# Sorte É Ter Você (Carolinas)
"Sorte É Ter Você (Carolinas)"  é uma canção da dupla sertaneja João Bosco & Vinícius, lançado oficialmente no dia 29 de abril de 2014. A canção está presente no álbum Indescritível e foi contada como quarto single do álbum. 

## Composição
Escrita por Euler Coelho, Rafael Oliveira, Diego Faria e Cláudio Noam, num ritmo romântico do sertanejo e com pegada suave, o som tem características de uma balada romântica e possui seu auge no refrão. Falando na letra de um homem que teve várias desilusões amorosas, ao conhecer uma garota ele soube que aquela era a certa, e se ela chamar, ele vai correndo ser seu anjo da noite e que lhe mimar ao amanhecer.

## Videoclipe
Com direção e roteiro de Hugo Pessoa, o vídeo foi gravado em Mendoza, na Argentina, e Colonia Del Sacramento, no Uruguai. Além de ser gravada fora do país, a produção ainda optou por dois atores argentinos para interpretar o casal principal. O roteiro fala sobre duas crianças que se conhecem e iniciam uma história de amor que dura a vida toda. A inspiração vem da frase "Amor não se conjuga no passado; ou se ama para sempre, ou nunca se amou verdadeiramente", de Fernando Pessoa. João Bosco & Vinícius também participam do vídeo, cantando a música e aparecendo em paisagens locais.

## Lista de faixas
| Download digital no iTunes |                                |         |  |
| N.º                        | Título                         | Duração |  |
| 1.                         | "Sorte É Ter Você (Carolinas)" | 3:11    |  |

## Desempenho nas paradas
| Paradas (2014)                            | Melhor posição |
| ----------------------------------------- | -------------- |
| Brasil - Billboard Brasil Hot 100 Airplay | 2              |